# Vene esofagiene
Venele esofagiene drenează sângele din esofag către vena azygos, sau în torace către venă tiroidă inferioară din gât. De asemenea, se drenează, deși cu o importanță mai mică, la nivelul venei hemiazygos, venei intercostale posterioare sau al venelor bronșice. 
În abdomen, unele vene esofagiene se varsă spre vena gastrică stângă care se varsă în vena portă.